# Gettierův problém
Gettierův problém je epistemologický problém poukazující na možnou nepřesnost nebo neúplnost definice poznání jako důvodného pravdivého přesvědčení.
Je pojmenován podle Edmunda Gettiera, který v roce 1963 zveřejnil ve filozofickém periodiku Analysis (Vol. 23, No. 6) třístránkový článek „Je důvodné pravdivé přesvědčení poznáním?“ („Is Justified True Belief Knowledge?“), kde argumentuje, že tomu tak nevyhnutelně nemusí být.

## Poznání jako důvodné pravdivé přesvědčení
Podle tradiční definice poznání subjekt S ví, že výrok (propozice) P je pravdivý tehdy a jen tehdy, jsou-li splněny následující tři nevyhnutelné podmínky:
1. P je skutečně pravdivé.
2. S věří, že P je pravdivé.
3. Víra S o pravdivosti P je důvodná.

## Gettierovo dokazování
Gettier ve svém článku použil dva příklady, ve kterých dokazuje, že existují případy se splněnými všemi třemi podmínkami vymezující poznání, tak jak je definováno výše a přece se nedá říci, že by osoby vystupující v těchto příkladech věděli, že P je pravdivé.

### Případ I
O práci se ucházejí dva muži: Smith a Jones. Smith má silné důvody pro následující tvrzení:
- Jones bude ten, kdo práci dostane a Jones má v kapse deset mincí. (a)

První část tohoto výroku má Smith zdůvodněnu například tím, že prezident společnosti Smithe ujistil, že vybrán bude Jones a druhá část je zdůvodněna tím, že Smith deset minut před výběrovým řízením spočítal, kolik mincí má Jones v kapse.
Z výroku (a) vyplývá:
- Ten, kdo dostane práci, má v kapse deset mincí. (b)

Výběrové řízení dopadne tak, že přijatý nebude Jones, ale Smith. Smith ale neví, že ve své kapse má i on deset mincí. Tedy, ačkoli Smithovo přesvědčení o pravdivosti (b) bylo nakonec správné (všechny tři podmínky ve výše uvedené definici poznání jsou splněny), nemůžeme říci, že Smith věděl, že (b) je pravdivé, protože jeho pravdivost závisí na počtu mincí v jeho kapse a Smith nevěděl, kolik mincí má ve své kapse. Své přesvědčení zakládal na počtu mincí v kapse Jonese, o kterém nesprávně předpokládal, že dostane práci.

### Případ II
Smith má silné důvody pro následující tvrzení:
- Jones vlastní auto značky Ford. (a)

Toto tvrzení má Smith zdůvodněno tím, že Jones vlastnil auto odkdy Jonese zná (a zná ho už dlouho) a vždy to byl Ford.
Smith má dalšího přítele jménem Brown, o kterém neví, kde se právě nachází. Vymyslí si tři libovolná města a vytvoří následující logické výroky:
- Buď Jones vlastní Ford, nebo Brown je v Bostonu. (b)
- Buď Jones vlastní Ford, nebo Brown je v Barceloně. (c)
- Buď Jones vlastní Ford, nebo Brown je v Brest-Litevsku. (d)

Smith akceptuje správnost (b), (c), (d) na základě přesvědčení o platnosti výroku (a), který je s nimi logicky spojen.
Gettier nakonec uvádí, že Jones ve skutečnosti Ford nevlastní (má ho jen pronajatý) a že Brown se skutečně nachází v Barceloně. Smith tedy neví, že (c) je pravdivé a to i navzdory tomu, že i) (c) je pravdivé, ii) věří, že (c) je pravdivé a iii) má zdůvodněno (c).